# Caselle Torinese
Caselle Torinese (piemontiul: Caseli) község (olaszul comune) Olaszország Piemont régiójában, Torino megyében.

## Fekvése
A Stura di Lanzo folyó bal partján fekszik.

## Történelem
Casellát a rómaiak alapították Casellum néven. A város jelképe, a négy ház piros és fehér mezőben azt a négy családot jelképezi, akik a legenda szerint a középkorban túlélték a környéken pusztító pestisjárványt.

## Népessége
A népesség számának alakulása:

## Főbb látnivalói
- Palazzo Mosca
- Santa Maria Assunta-templom
- San Giovanni Evangelista-templom
- Madonnina-kápolna[4][6]

## Közlekedés
Caselle mellett található a Torinót kiszolgáló  „Sandro Pertini” repülőtér (IATA kód: TRN).